# برایتن-لو-سندز (نیو ساوت ولز)
برایتن-لو-سندز (به انگلیسی: Brighton-Le-Sands) یک حومه شهر در استرالیا است که در نیو ساوت ولز واقع شده‌است.